# Sarcophaga alina
Sarcophaga alina är en tvåvingeart som beskrevs av Charles Howard Curran 1934. Sarcophaga alina ingår i släktet Sarcophaga och familjen köttflugor.
Artens utbredningsområde är Kongo. Inga underarter finns listade i Catalogue of Life.